# Christopher Geoffrey Woolner
Christopher Geoffrey Woolner, britanski general, * 1893, † 1984.